# Surt
Surt er i nordisk mytologi hersker over Muspelheim og ildjætterne. Han siges at have et sværd, der brænder, og hvis flammer skinner mere end solen. Til ragnarok vil han føre ildjætterne, sit folk, over Bifrost, som derved bryder sammen. I Asgård vil han kæmpe mod Frej og dræbe ham, fordi Frej ikke har sit sværd, og efter gudernes fald står Surt alene tilbage. Han vil da støde sit sværd i jorden og sætte den i brand.